# Кильмяк Нурушев
Кильмяк Нурушев (баш. Килмәк Нурышев; 2-я пол. XVII в. — сер. XVIII в.) — башкирский феодал Юрматынской волости Ногайской дороги, активный участник и один из предводителей Башкирского восстания 1735—1740 годов. В народе известен у народа как Кильмяк-батыр и абыз-учитель. Предводитель племени Юрматы.

## Участие в башкирских восстаниях
Во время Башкирского восстания в 1704—1711 гг. Кильмяк Нурушев был в составе посольства башкир в Крымском ханстве и Османской Империи в 1706—1707 гг.
О подготовке Оренбургской экспедиции башкиры узнали в 1734 году из письма башкирского старшины и муллы Токчуры Алмякова, находившегося в это время в Петербурге. Письмо было адресовано Кильмяку Нурушеву. В декабре 1734 года он был одним из инициаторов созыва всебашкирского курултая в Азиевской мечети. На этом съезде было принято решение поднять восстание, по причине нарушений царским правительством вотчинных прав на землю, религиозных и других традиций башкир, а также по причине недовольства ростом налогов и злоупотреблениями русских чиновников при их сборе. Но всё же основным поводом стала деятельность Оренбургской экспедиции.

Кильмяк Нурушев собрал и в июне 1735 года стал предводителем трехтысячного отряда башкирских повстанцев Ногайской дороги. По утверждению П. И. Рычкова, башкиры приняли решение 
«…всеми силами противиться и город Оренбург строить не давать, толкуя, что из-за того им никакой воли не будет».
 то есть основной целью повстанцев было прекращение деятельности Оренбургской экспедиции. В ставку руководителя экспедиции И. К. Кирилова прибывают два посла от Кильмяка Нурушева и его сподвижников, которые сообщили, что башкиры будут всей силою противодействовать выполнению планов экспедиции, и потребовали отмены этого проекта. Но оба они были подвергнуты допросу с пристрастием, один же из них под пытками скончался. Кириллов решил не дожидаться дополнительных сил и отправиться на реку Орь. По замыслу предводителей восстания, они должны были крупными силами напасть на его команду и остановить его продвижение до реки Орь. Но отряды повстанцев не успели объединиться и план провалился.
1 июля 1736 года около горы Зирган (ныне Мелеузовский район Башкортостана) Кильмяк Нурушев со своим отрядом смогли нанести урон и остановить продвижение пяти рот вологодских драгун, направленных из Уфы для соединения с Оренбургской экспедицией. 6 июля того же года Кирилов на помощь вологодцам отправляет сильную команду. Повстанцы во главе с Кильмяком не могли сражаться на два фронта и вынуждены были отступить, и вологодские роты смогли соединиться с основными силами Кирилова.
В начале февраля 1737 года Кильмяк Нурушев был арестован в Табынском городке и отправлен в Уфу, затем в Мензелинск, в 1738 году в Санкт-Петербург. Его дальнейшая судьба неизвестна.

## Примечание
1. ↑  Трагедия в Сеянтусе: как башкиры бунтами вынуждали царя соблюдать договоры. Дата обращения: 15 сентября 2024. Архивировано 18 мая 2024 года.
2. ↑  БАШКИРСКОЕ ВОССТАНИЕ 1735 — Энциклопедия «Челябинск». Дата обращения: 4 декабря 2012. Архивировано 22 марта 2012 года.
3. ↑  Кильмяк Нурушев в энциклопедии Челябинска. Дата обращения: 27 октября 2012. Архивировано 21 марта 2012 года.
4. ↑  Жуковский П. В. Дополнения к «Истории Оренбургской» П. И. Рычкова //Труды Оренбургской ученой архивной комиссии. Вып.33. Оренбург.1916. С.102-103; РГАДА. Ф.248. Кн.1236. Л.34-35.
5. ↑  Доннелли А. С. Завоевание Башкирии Россией / пер. с англ. Л. Р. Бикбаевой. Уфа, 1995. С. 122.
6. ↑  Вожди восстаний XVII—XVIII вв. из башкир Казанской дороги. Дата обращения: 27 октября 2012. Архивировано 4 марта 2016 года.
7. ↑  Статья в Башкортостан: краткая энциклопедия (недоступная ссылка)